# 부르고뉴 대공 궁전

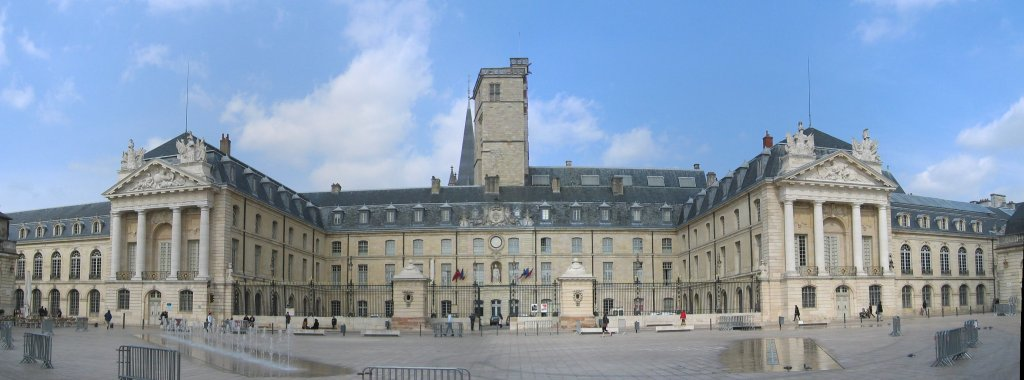

부르고뉴 대공 궁전(Palace of the Dukes of Burgundy, Palais des ducs et des États de Bourgogne)은 프랑스 디종의 상당히 잘 보존된 건축물이다.
시내 중심에 있는 바로크 양식의 건물로 14∼15세기에 걸쳐 부르고뉴 공을 위해 건축한 궁전인데 이 성의 고전적인 외관은 17∼18세기에 걸친 보수공사에 기인한다. 19세기에 파괴되어 현재는 원래 건물의 1/3정도밖에 되지 않으며, 서쪽은 시청사로, 동쪽은 보자르 미술관으로 사용되고 있다.

## 같이 보기
- 디종